# Chaleurs (film, 1971)
Pour les articles homonymes, voir Chaleurs.
 Pour plus de détails, voir Fiche technique et Distribution
Chaleurs est un film de Daniel Daert sorti en 1971.
Une histoire de passage à l'âge adulte. Philippe, passionné de photographie, passe des vacances dans le domaine de son oncle André et de sa tante Nadia. La tante lui donne un appareil photo, qu'il utilise pour prendre des photos d'elle dans des moments très intimes.La soif de Philippe pour sa tante l'a poussé à mettre sur pied un plan pour utiliser la femme de chambre, Chantal, pour attirer l'attention de son oncle. Philippe quant à lui désire aussi son oncle bien équipé et regarde son oncle nu avec impatience. Philippe espionnant à travers les trous de serrures, prend des photos de Nadia à son insu, quand elle s'habille, tout en convaincant Chantal de poser nue pour lui et pour utiliser les photos et susciter l'intérêt de son oncle, arrive enfin à son paroxysme[pas clair]. Son intrigue fonctionne et il remporte son prix...

## Distribution
- Patrice Pascal : Philippe
- Karine Jeantet : Chantal
- Gérard-Antoine Huart : André
- Alice Arno : Nadia
- Bernard Launois : Jacques
- Daniel Daert : Pat